# Бистра (притока Леглича)
Бистра — річка в Україні, у Кагарлицькому районі Київської області. Права притока Леглича (басейн Дніпра).

## Опис
Довжина річки приблизно 6,4 км.

## Розташування
Бере початок на північному заході від Яблунівки. Тече переважно на північний схід, потім на північний захід через Онацьки і впадає у річку Леглич, праву притоку Дніпра.
Поруч пролягає автошлях Р19